# Myrtle Grove (Flórida)
Myrtle Grove é uma Região censo-designada localizada no estado americano de Flórida, no Condado de Escambia.

## Demografia
Segundo o censo americano de 2000, a sua população era de 17.211 habitantes.

## Geografia
De acordo com o United States Census Bureau tem uma área de
17,1 km², dos quais 17,1 km² cobertos por terra e 0,0 km² cobertos por água.

## Localidades na vizinhança
O diagrama seguinte representa as localidades num raio de 16 km ao redor de Myrtle Grove.